# The Winter Album
The Winter Album è il terzo album della boy band statunitense NSYNC pubblicato il 17 novembre 1998, mentre il secondo nel mercato europeo. Di fatto questo album è la versione europea di Home for Christmas.

## Tracce
1. U Drive Me Crazy (Radio Edit) – 3:34 (Bülent Aris, Toni Cottura, Rookee, Jan van der Toorn, G.J.O.R. Rollocks)
2. (God Must Have Spent) A Little More Time on You – 3:58 (Carl Sturken, Evan Rogers)
3. I Drive Myself Crazy – 4:00 (Rick Nowels, Allan Rich, Ellen Shipley)
4. Everything I Own – 3:59 (David Gates)
5. I Just Wanna Be with You – 4:03 (Full Force)
6. Kiss Me at Midnight – 3:28 (Veit Renn, Kenny Lamb)
7. Merry Christmas, Happy Holidays – 4:12 (Veit Renn, JC Chasez, Justin Timberlake)
8. All I Want Is You This Christmas – 3:43 (Martin Briley, Dana Calitri)
9. Under My Tree – 4:32 (Shelley Peiken, Guy Roche)
10. Love's In Our Hearts On Christmas Day – 3:54 (Gary Hasse, James Lowell, Jonathan Werking)
11. In Love On Christmas – 4:06 (Rory Bennett, Cedric Hailey, Joel Hailey)
12. The First Noel – 3:28 (Tradizionale)

## Classifiche
| Classifiche (1998) | Posizione massima |
| ------------------ | ----------------- |
| Germania           | 31                |